# Puchar Świata Kobiet w Kolarstwie Szosowym 1998
Puchar Świata kobiet w kolarstwie szosowym w sezonie 1998 to pierwsza edycja tej imprezy. Organizowany przez UCI, obejmował sześć wyścigów, z czego trzy odbyły się w Europie, dwa w Ameryce Północnej oraz jeden w Australii. Pierwsze zawody odbyły się 29 marca w australijskim Sydney, a ostatnie 27 września w centralnej Szwajcarii.
W klasyfikacji generalnej zwyciężyła Litwinka Diana Žiliūtė, która wyprzedziła Włoszkę Alessandrę Cappellotto i Amerykankę Dede Demet-Barry. 

## Wyniki
| Data                   | Wyścig                              | Podium                 |  |
|                        |                                     |                        |  |
| 29 marca 1998          | Australia World Cup                 | Dede Demet-Barry       |  |
| 29 marca 1998          | Australia World Cup                 | Pamela Schuster        |  |
| 29 marca 1998          | Australia World Cup                 | Elisabeth Tadich       |  |
|                        |                                     |                        |  |
| 7 czerwca 1998         | Liberty Classic                     | Petra Rossner          |  |
| 7 czerwca 1998         | Liberty Classic                     | Diana Žiliūtė          |  |
| 7 czerwca 1998         | Liberty Classic                     | Gabriella Pregnalato   |  |
|                        |                                     |                        |  |
| 13 czerwca 1998        | CdM Cycliste Féminine de Montréal   | Diana Žiliūtė          |  |
| 13 czerwca 1998        | CdM Cycliste Féminine de Montréal   | Jeannie Longo          |  |
| 13 czerwca 1998        | CdM Cycliste Féminine de Montréal   | Barbara Heeb           |  |
|                        |                                     |                        |  |
| 9 sierpnia 1998        | Trophée International               | Alessandra Cappellotto |  |
| 9 sierpnia 1998        | Trophée International               | Catherine Marsal       |  |
| 9 sierpnia 1998        | Trophée International               | Diana Žiliūtė          |  |
|                        |                                     |                        |  |
| 13 września 1998       | Tour Beneden-Maas                   | Diana Žiliūtė          |  |
| 13 września 1998       | Tour Beneden-Maas                   | Ina-Yoko Teutenberg    |  |
| 13 września 1998       | Tour Beneden-Maas                   | Viola Paulitz          |  |
|                        |                                     |                        |  |
| 27 września 1998       | Grand Prix Guillaume Tell           | Zulfija Zabirowa       |  |
| 27 września 1998       | Grand Prix Guillaume Tell           | Elsbeth van Rooij-Vink |  |
| 27 września 1998       | Grand Prix Guillaume Tell           | Zita Urbonaitė         |  |
|                        |                                     |                        |  |
|                        |                                     | Podium                 |  |
|                        | Klasyfikacja końcowa Pucharu Świata | Diana Žiliūtė          |  |
| Alessandra Cappellotto | Klasyfikacja końcowa Pucharu Świata |                        |  |
| Dede Demet-Barry       | Klasyfikacja końcowa Pucharu Świata |                        |  |

## Klasyfikacja generalna
| Lp. | Zawodnik               | Team                       | Punkty |
| --- | ---------------------- | -------------------------- | ------ |
| 1.  | Diana Žiliūtė          | Ebly                       | 271    |
| 2.  | Alessandra Cappellotto | Acca Due O-Lorena Camichie | 134    |
| 3.  | Dede Demet-Barry       | Saturn Cycling Team        | 126    |
| 4.  | Elsbeth van Rooij-Vink | Reprezentacja Holandii     | 87     |
| 4.  | Edita Pučinskaitė      | Reprezentacja Litwy        | 87     |
| 6.  | Petra Rossner          | Québec-Air Transat         | 84     |
| 7.  | Zulfija Zabirowa       | Acca Due O-Lorena Camichie | 75     |
| 7.  | Catherine Marsal       | Mimosa                     | 75     |
| 9.  | Jeannie Longo          | Ebly                       | 63     |
| 10. | Barbara Heeb           | Saturn Cycling Team        | 59     |